# Manie Libbok

a Compétitions nationales et continentales officielles uniquement.

b Matchs officiels uniquement.
Dernière mise à jour le 16 août 2025.
Immanuel « Manie » Libbok, né le 15 juillet 1997 à Humansdorp (Afrique du Sud), est un joueur international sud-africain de rugby à XV. Il évolue avec les Stormers en United Rugby Championship, et pour la Western Province en Currie Cup. Il joue aux postes de demi d'ouverture et d'arrière. 
Il remporte l'édition 2022 de l'URC avec les Stormers.

## Biographie

### Jeunesse et formation
Après le lycée, Libbok va à Pretoria pour rejoindre l’académie des Blue Bulls. En mars 2016, il fait partie de l'effectif des moins de 20 ans d’Afrique du Sud.

### Carrière en club
Après avoir eu du mal à s'imposer comme titulaire chez les Bulls et les Sharks au début de sa carrière, Libbok s'est révélé chez les Stormers qu'il rejoint en 2021,. Dès son arrivée, il s'impose rapidement dans le XV de départ, guidant l'équipe vers le titre de champion du United Rugby Championship en 2022. Il termine également meilleur réalisateur de cette édition du championnat.
La saison d'après, en 2022-2023, il retourne en finale du United Rugby Championship mais est cette fois battu en finale par le Munster,. Il finit pour la deuxième année consécutive meilleur réalisateur de l'URC.
À l'issue de la saison 2023-2024, après avoir rejeté les propositions de transferts de plusieurs clubs, notamment français, il prolonge son contrat avec les Stormers de trois ans, soit jusqu'en 2027, alors qu'il était en fin de contrat,.

### En sélection
En octobre 2022 il est appelé par le sélectionneur de l'Afrique du Sud pour la tournée de novembre en Europe. Le 12 novembre 2022, il joue son premier match avec les Springboks lors de la rencontre perdue 30-26 contre la France, il entre en fin de match à la place de Jesse Kriel.

## Palmarès

### En province et franchise
- Natal Sharks
  - Finaliste de la Currie Cup en 2021.
- Stormers
  - Vainqueur du United Rugby Championship en 2022.
  - Finaliste du United Rugby Championship en 2023.

### En sélection nationale
- Afrique du Sud
  - Vainqueur de la Coupe du monde en 2023.
  - Vainqueur du Rugby Championship en 2024.

### Distinctions personnelles
- Meilleur réalisateur du United Rugby Championship en 2022 et 2023.